# Ladies von Llangollen

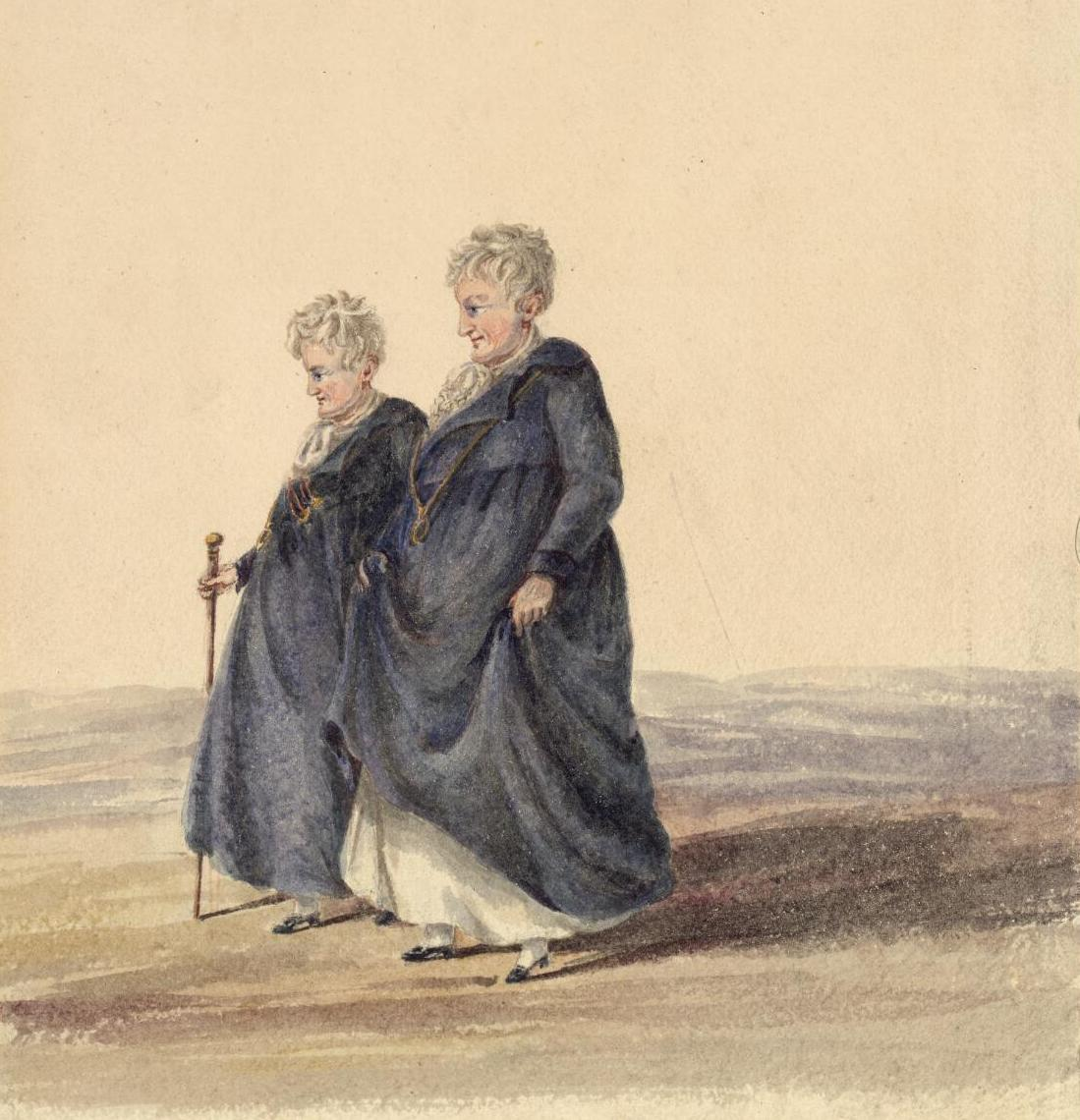

Die Ladies von Llangollen waren die aus aristokratischen Kreisen Irlands stammende Eleanor Charlotte Butler (* 11. Mai 1739 in Kilkenny; † 2. Juni 1829 in Llangollen) und Sarah Ponsonby (* 1755; † 9. Dezember 1831 in Llangollen). Anhaltende Bekanntheit erlangten sie durch ihre unkonventionelle Lebensweise, als sie 1778, entgegen den Konventionen ihrer Zeit, ihre Familien verließen und sich gemeinsam in Wales niederließen. In den folgenden Jahrzehnten war ihr Haus Ziel zahlreicher Adliger, Politiker und Schriftsteller ihrer Zeit.

## Leben in Irland
Sarah Ponsonby war die Tochter von Chambre Brabazon Ponsonby und seiner zweiten Frau Louisa Lyons, Tochter von Henry Lyons of Belmont, die er am 23. Oktober 1752 geheiratet hatte. Ihre Mutter starb 1758, worauf ihr Vater eine dritte Ehe schloss. Er verstarb am 20. Februar 1762. Als dann auch noch Sarah Ponsonbys Stiefmutter 1768 starb, wurde sie von ihrer Tante Lady Betty (eigentlich Elizabeth) Fownes, Tochter des ersten Lord Bessborough, und deren Ehemann Sir William als ihre Tochter angenommen, stets gefördert, und lebte mit ihnen in Woodstock, in der Grafschaft Kilkenny, und während der Parlamentssitzungen auch in Dublin, Dominick Street Nr. 40. Sie war hochgebildet, sprachgewandt, beherrschte Französisch und Italienisch und war eine gute Zeichnerin.
Eleanor Charlotte Butler war die jüngste Tochter von Walter Butler, 16. Earl of Ormond, und Ellen (Eleanor) Morris aus Tipperary. Sie wuchs mit ihren Schwestern auf dem Familiensitz der Butlers, Kilkenny Castle, auf. Ihre Ausbildung erhielt sie teilweise in einem Konvent in Frankreich.
Als die 13-jährige Sarah und die 29-jährige Eleanor einander kennenlernten, entwickelte sich trotz des Altersunterschiedes eine jahrelange Freundschaft, in der sie regelmäßig Briefe austauschten. Etwa ab 1777 versuchten sie die Idee zu verwirklichen, ihr weiteres Leben in Selbstbestimmtheit und Abgeschiedenheit zusammen zu verbringen. Beider häusliche Situation war zudem schwierig. Sarah Ponsonby verschwieg ihrer Tante die steten Nachstellungen ihres Stiefvaters Sir William Fownes, um diese nicht zu kränken, während Eleanor Butler ein durch ihren Bruder bestimmtes Leben im Kloster drohte. Der erste Fluchtversuch schlug fehl, da sich Sarah Ponsonby beim Versuch, eine Mauer zu überklettern, am Bein verletzte. Ende März 1778 unternahmen sie einen zweiten Versuch, wurden aber in Waterford abermals entdeckt. Sarah Ponsonby wurde zurück zu Lady Betty Fownes gebracht, während Eleanor Butler zu ihrer Schwester Elizabeth, Mrs. Kavanagh, of Borris, geschickt wurde. Nach dem Tod von Sir William Fownes und nachdem den Familien klar wurde, dass beide Frauen an ihren gemeinsamen Zukunftsplänen festhielten, gestatteten sie ihnen widerstrebend die Abreise am 16. Mai 1778.

## Leben in Llangollen

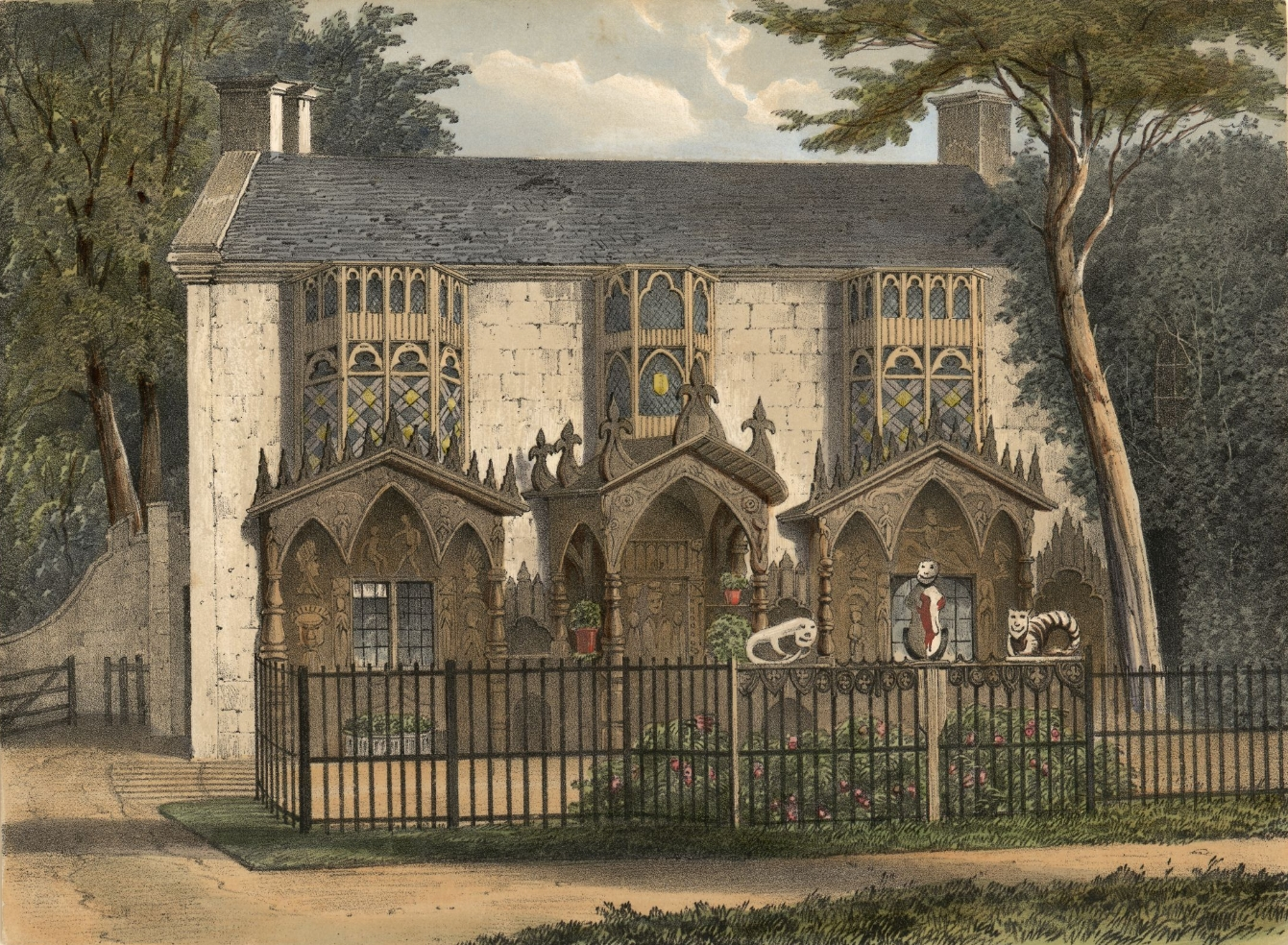
Plas Newydd, 1840
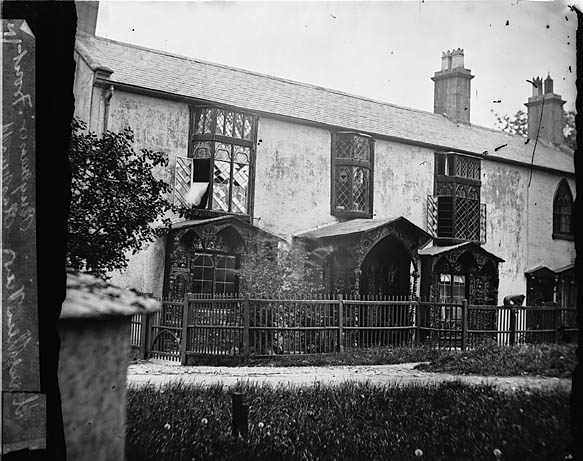
Plas Newydd, um 1875
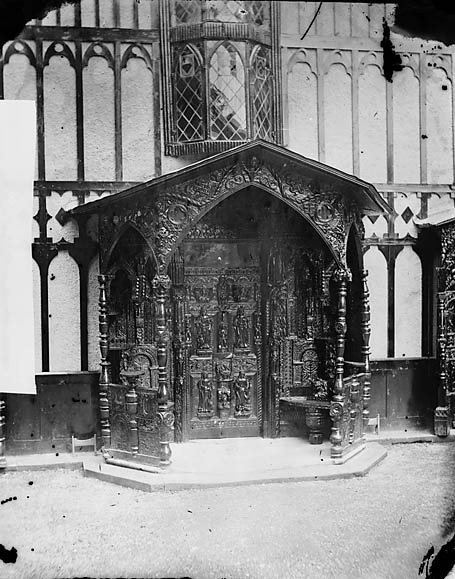
Eingangstür, um 1875

Einer der ersten Orte, die sie nach ihrer Ankunft vom Fährhafen Holyhead auf dem Weg nach London durchquerten, war das walisische Llangollen. Begleitet wurden sie von Mary Carryl, die bereits in Irland Sarah Ponsonbys Bedienstete war. Einige Monate bereisten sie Wales, bevor sie ein Landhaus (Pen-y-Maes) südöstlich des Ortes mieteten, das sie später kauften und Plas Newydd nannten.

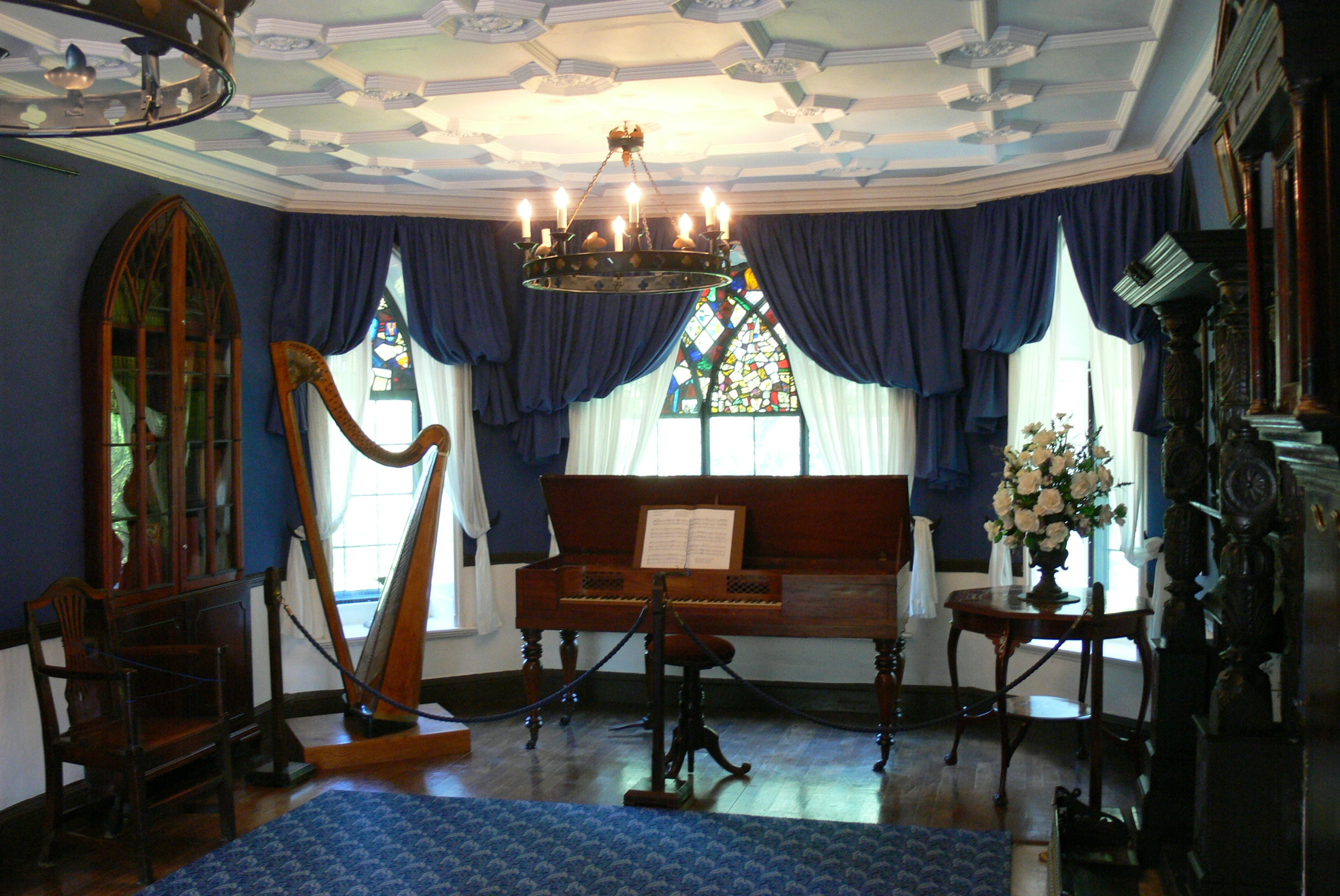
Bibliothek
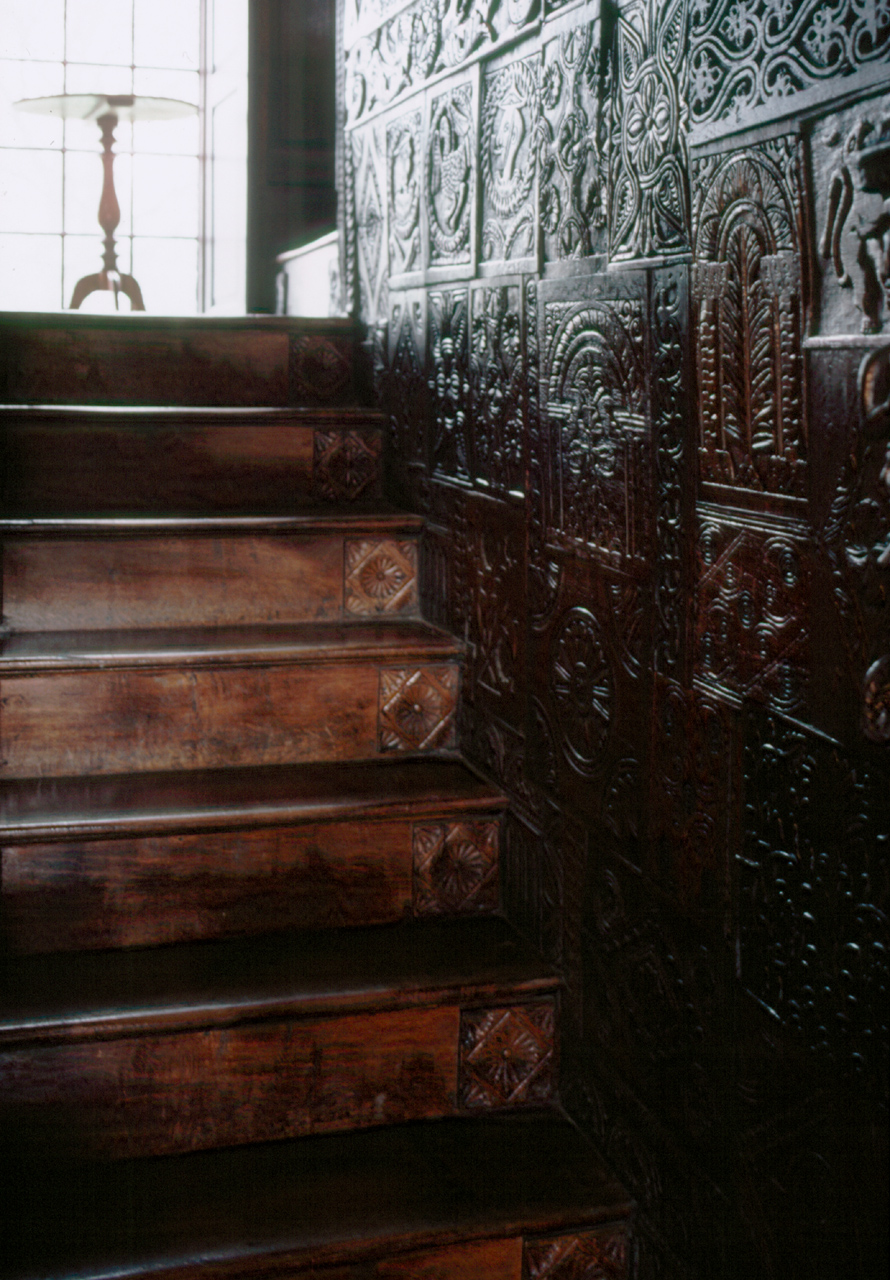
Vertäfelte Wände
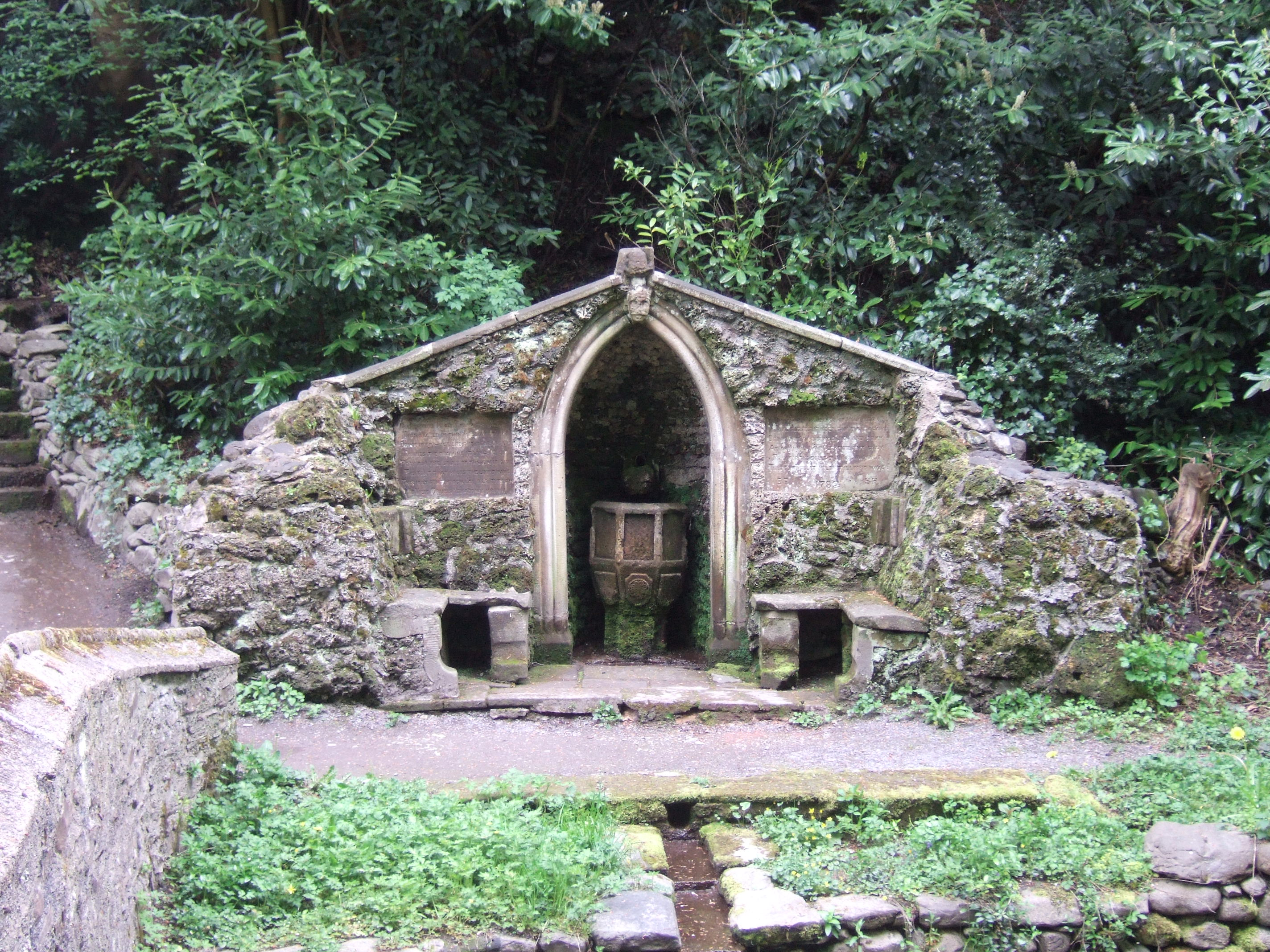
Tempel im Park

Im Laufe der Jahre kauften sie umliegendes Land dazu, erweiterten die fünf Räume um ein Zimmer, schmückten das Cottage mit Holzvertäfelungen, Holzschnitzereien und farbigen Fenstern aus, die sie sich als Gastgeschenk von Besuchern wünschten, sowie Gemälden, Grafiken und Skulpturen. Sie hielten eine Milchkuh, brauten selbst Bier, legten einen Küchengarten an und zogen Pfirsiche, Nektarinen und Melonen in einem Gewächshaus. Das umliegende Gelände gestalteten sie aufwändig mit gotischen Torbögen, einem Tempel und Brücken über einem Bachlauf.
Nachdem sie sich in Llangollen niedergelassen hatten, gingen sie zu einem Kleidungsstil über, den sie den Rest ihres Lebens beibehielten. Dazu gehörten gepuderte Haare, Kastorhüte, gestärkte Halstücher und an Reitkleidung erinnernde lange Mäntel im Herrenschnitt. Aufgrund ihrer Herkunft und Lebensweise berichteten Zeitungen über ihr Zusammenleben, wie der St. James Chronicle, der London Chronicle oder die General Evening Post, die trotz der Proteste der Ladies unter dem Titel Extraordinary Female Affection die Frage nach der sexuellen Ausrichtung der Frauen aufwarf.
Die Ladies unterhielten ihre eigene Bibliothek mit Werken englischer, französischer und italienischer Autoren, beschäftigten sich mit Gärtnern, Lesen, Sticken und Musik, und Sarah Ponsonby malte Landschaften und schrieb Verse und Prosa. Schon bald erhielten sie regelmäßig Besuche von Künstlern, Adligen und Politikern ihrer Zeit und standen mit vielen in regem Briefkontakt. Von Zeitgenossen wurden sie als kultiviert, mildtätig, trotz ihres Lebens in Abgeschiedenheit höchst interessiert am Weltgeschehen und gastfreundlich beschrieben und die Vollkommenheit ihrer romantischen Freundschaft hervorgehoben. Zu den Besuchern gehörte unter anderem Félicité de Genlis, der Duke of Gloucester, der Duke of York, Caroline Lamb, die Duchess of St. Albans, Edmund Burke, William Wilberforce, Thomas De Quincey, Percy Bysshe Shelley, Sir Walter Scott, Lord Byron, Robert Southey, Louisa Stuart, Anna Seward, Sarah Siddons, Anne Lister, Josiah Wedgwood, Hermann von Pückler-Muskau und William Wordsworth.
Die Versorgung der zahlreichen Gäste und des Haushalts bewältigten sie mit Hilfe eines Gärtners und einiger Bediensteter. Die von Sarah Ponsonby geführten Rechnungsbücher aus den Jahren 1791 und 1800 weisen einen jährlichen Verbrauch von £500 bis £600 aus. Der Duke of Wellington war ihr langjähriger Freund und sorgte dafür, dass die Ladies eine jährliche Pension in Höhe von £200 erhielten. Die englische Königin Sophie Charlotte von Mecklenburg-Strelitz überredete ihren Ehemann Georg III. ebenfalls zur Gewährung einer Rente. Als ihre langjährige Haushälterin und Freundin Mary Carryl am 22. November 1809 starb, vermachte sie den Ladies ihre Ersparnisse von £500. Nach einer schweren Erkältung im Winter 1828 erholte sich Eleanor Butler nicht wieder und starb im darauffolgenden Juni im hohen Alter von neunzig Jahren. Nach dem Tod von Sarah Ponsonby im Jahr 1831 wurden das Mobiliar und die Besitztümer in einer Versteigerung veräußert.

## Grabstätte

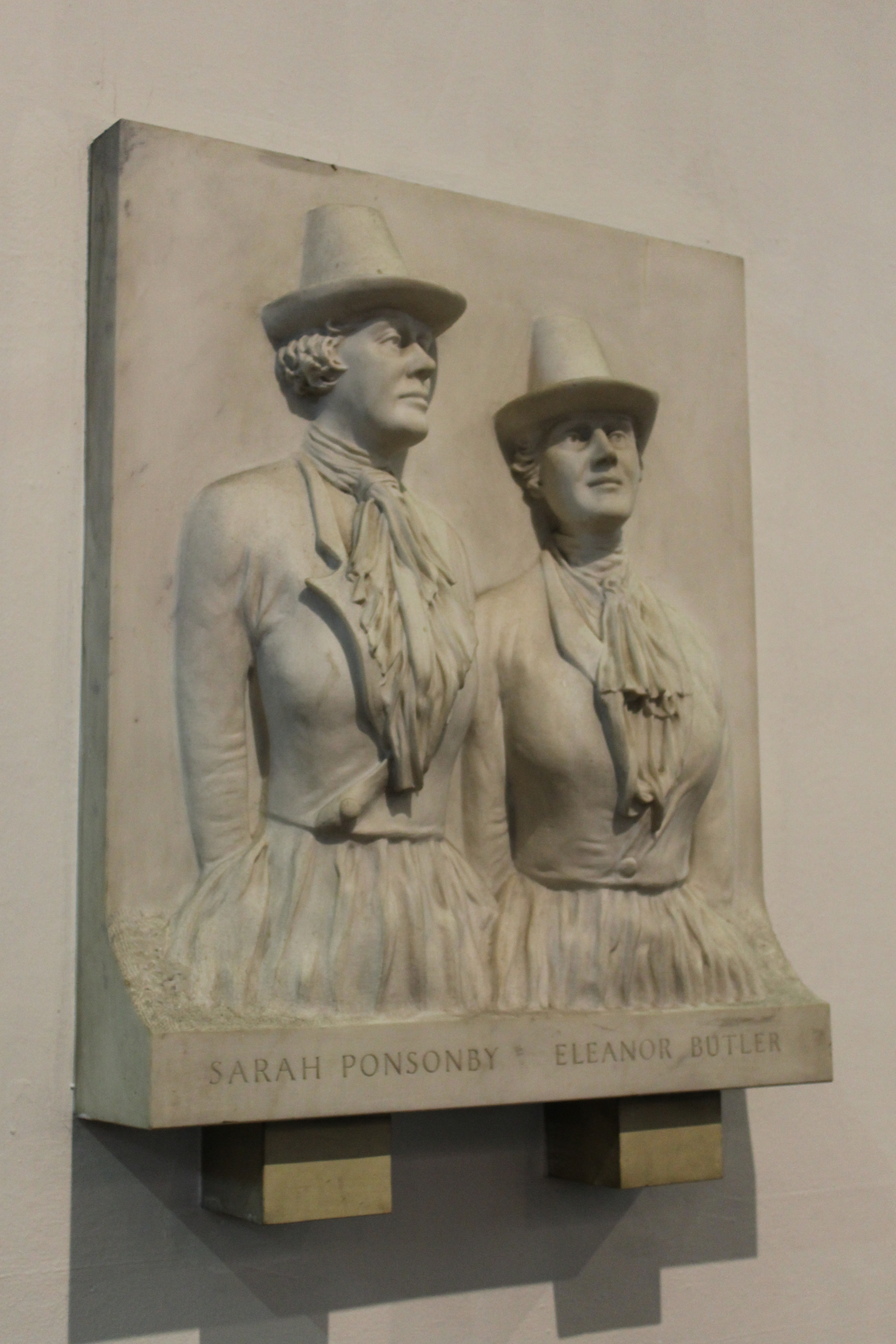
Relief in der Kirche
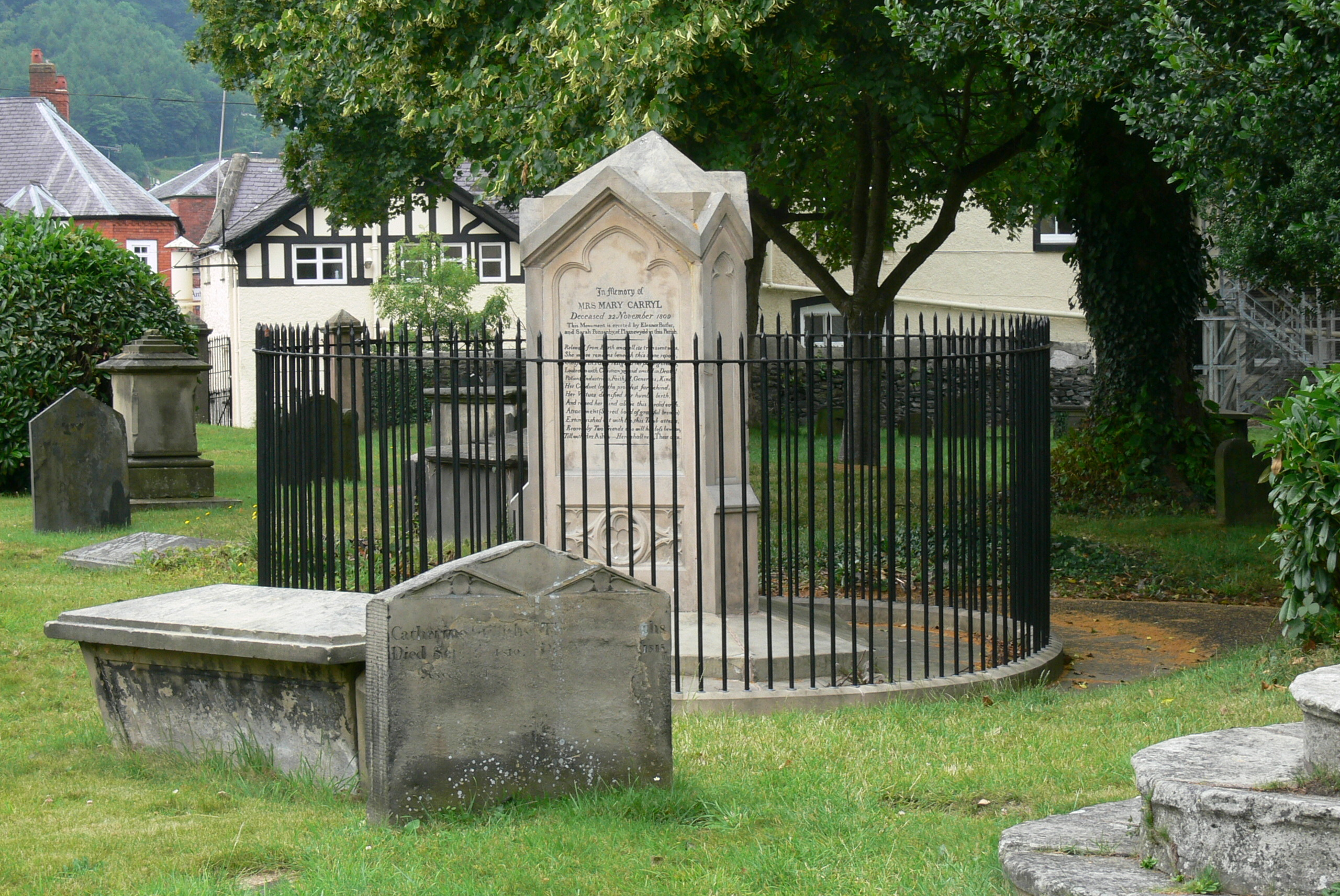
Gedenkstein auf dem Friedhof von St. Collen

Mary Carryl wurde 1809 auf dem Kirchhof der Pfarrkirche St. Collen beigesetzt. Die Ladies ließen ihr 1810 einen dreiseitigen, im gotischen Stil gestalteten Gedenkstein mit einer von Sarah Ponsonby verfassten Inschrift errichten. Ihre Verbundenheit mit Mary Carryl „geduldig, fleißig, treu, großzügig, gutherzig, mit Tugenden, die sie über ihre bescheidene Geburt erhoben, … bezeugt dies Grabmal, von zwei Freunden, die sie beklagen“. Eingefasst ist er von einem Gitter, der das Grab von Mary Carryl und später auch die Grabstätten von Eleanor Butler und Sarah Ponsonby umfasste, die beschlossen hatten, dass ihrer aller Grabstätten beisammenliegen sollten. Die Gedenktafeln aus Carrara-Marmor für Eleanor Butler und Sarah Ponsonby, deren Inschriften ebenfalls von ihr verfasst worden waren, wurden 2010 aufgrund ihrer starken Erosion durch Repliken ersetzt.

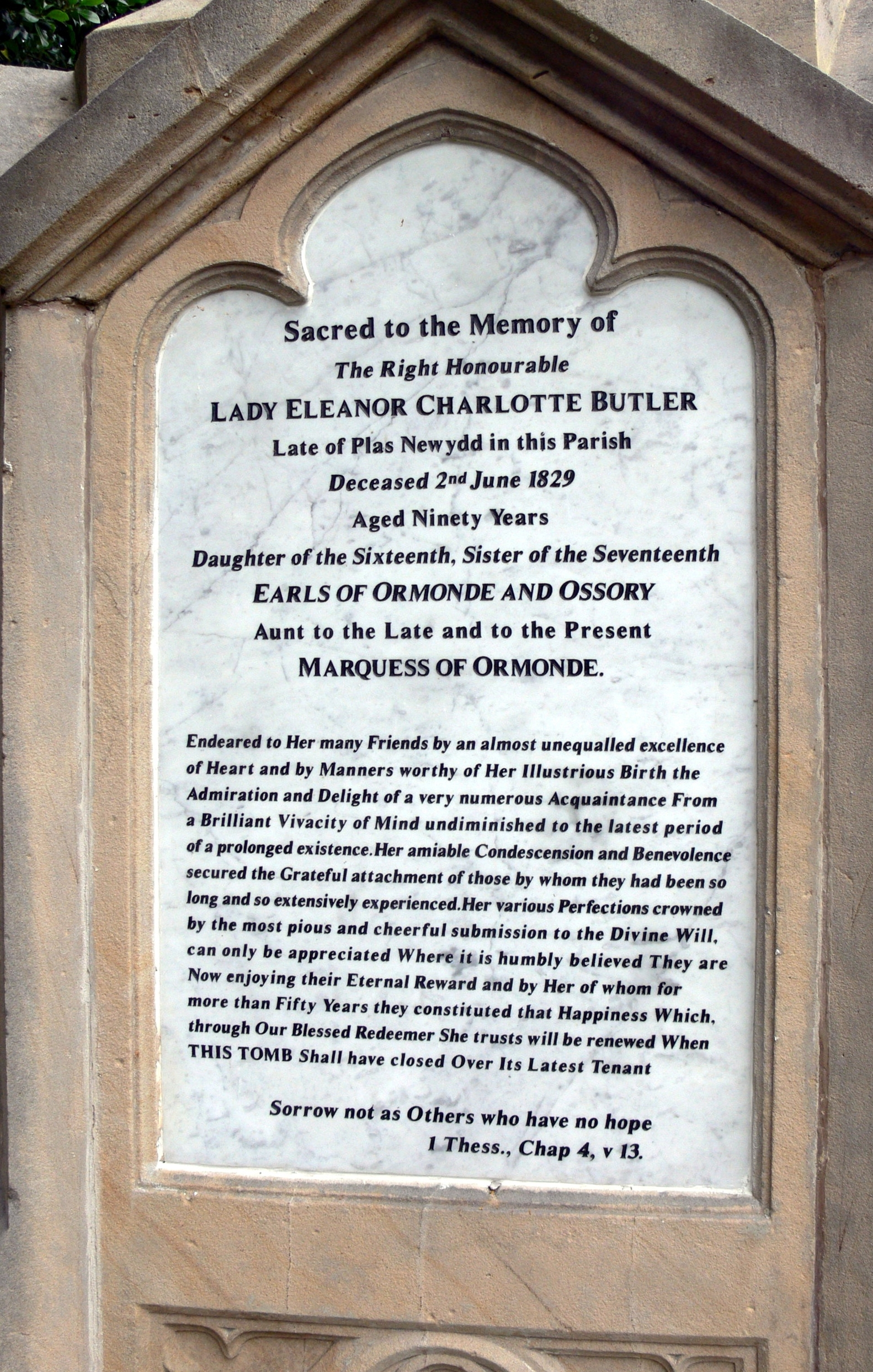
Inschrift Eleanor Charlotte Butler

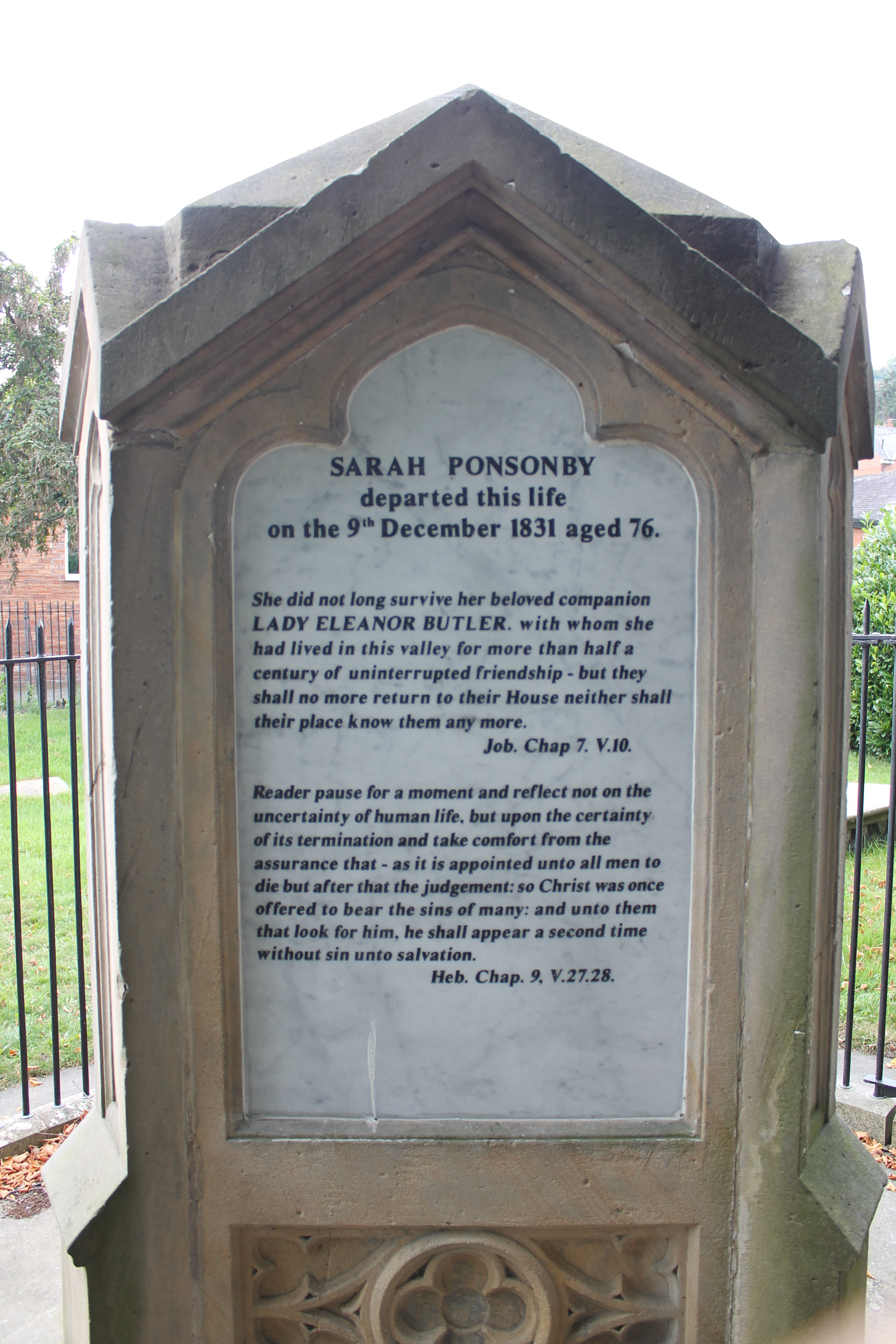
Inschrift Sarah Ponsonby

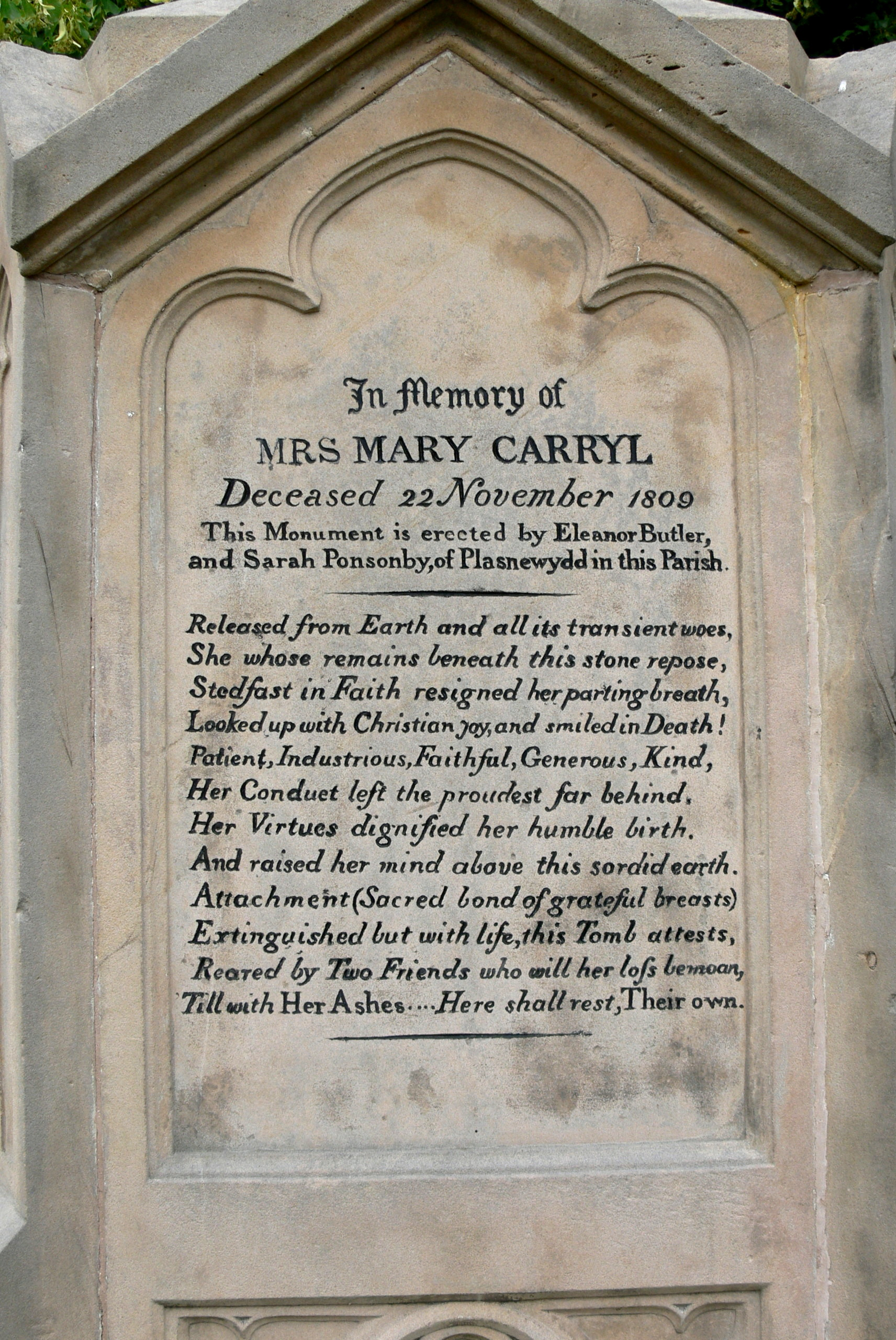
Inschrift Mary Carryl

Sacred to the Memory of The Right Honourable Lady Eleanor Charlotte Butler

Late of Plas Newydd in this Parish Deceased 2nd June 1829 Aged Ninety Years

Daughter of the Sixteenth, Sister of the Seventeenth Earls of Ormonde and Ossory
Aunt to the Late and to the Present Marquess of Ormonde.

Endeared to Her many Friends by an almost unequalled excellence of Heart and by Manners worthy of Her Illustrious Birth the Admiration and Delight of a very numerous Acquaintance From a Brilliant Vivacity of Mind undiminished to the latest period of a prolonged existence. Her amiable Condescensian and Benevolence secured the Grateful attachment of those by whom they had been so long and so extensively experienced. Her various Perfections crowned by the most pious and cheerful submission to the Divine Will, can only be appreciated Where it is humbly believed They are Now enjoying their Eternal Reward and by Her of whom for more than Fifty Years they constituted that Happiness Which, through Our Blessed Redeemer She trusts will be renewed When THIS TOMB Shall have closed Over Its Latest Tenant

Sorrow not as Others who have no hope

1 Thess., Chap 4, v 13.
Inschrift Sarah Ponsonby

Sarah Ponsonby, departed this Life on the 9th.December 1831, aged 76.

She did not long survive her beloved companion LADY ELEANOR BUTLER, with whom she had lived in this valley for more than half a century of uninterrupted friendship - but they shall no more return to their House neither shall their place know them any more.

Job. Chap 7. V.10.

Reader pause for a moment and reflect not on the uncertainty of human life, but upon the certainty of its termination and take comfort from the assurance that - as it is appointed unto all men to die but after that the judgement: so Christ was once offered to bear the sins of many: and unto them that look for him, he shall appear a second time without sin unto salvation.

Heb. Chap. 9, V.27.28
Inschrift Mary Carryl

On Memory of Mrs Mary Carryl Deceased 22 November 1809

This Monument is erected by Eleanor Butler, and Sarah Ponsonby, of Plasnewydd in this Parish.
Released from Earth and all its transient woes, She whose remains beneath this stone repose, Stedfast in Faith resigned her parting breath, Looked up with Christian joy, and smiled in Death! Patient, Industrious, Faithful, Generous, Kind, Her Conduet left the proudest far behind, Her Virtues dignified her humble birth. And raised her mind above this sordid earth. Attachment (Sacred bond of grateful breasts) Extinguished but with life, this Tomb attests, Reared by Two Friends who will her lofs bemoan, Till with Her Ashes .... Here shall rest, Their own.

## Gedenken
Nach mehreren Besitzerwechseln wurden das Haus und die Parkanlage 1932 vom Llangollen Urban District Council übernommen und ab 1933 der Öffentlichkeit als Museum zugänglich gemacht. Der Hügel am Rande von Llangollen, auf dem sich Plas Newydd befindet, heißt „Butler Hill“ und in der Pfarrkirche St. Collen erinnert eine Relieftafel an Eleanor Charlotte Butler und Sarah Ponsonby.
Im British Museum werden ein Paar Schokoladentassen mit Deckel und Untertassen aus dem Besitz der Ladies ausgestellt. Auf jeder von der Derby Porcelain Factory zwischen 1795 und 1805 hergestellten Tassen befinden sich zwei Felder, die auf der einen Seite eine Ansicht des Hauses in Schwarz und auf der anderen Seite die Wappen der Familien Butler und Ponsonby in zwei rautenförmigen Schilden in den entsprechenden Farben enthalten; die Monogramme EB und SP sind in Gold in die Untertassen gesetzt. Über das Leben der Ladies von Llangollen sind zahlreiche Bücher erschienen.